# Bahnhof Buenos Aires Once de Septiembre

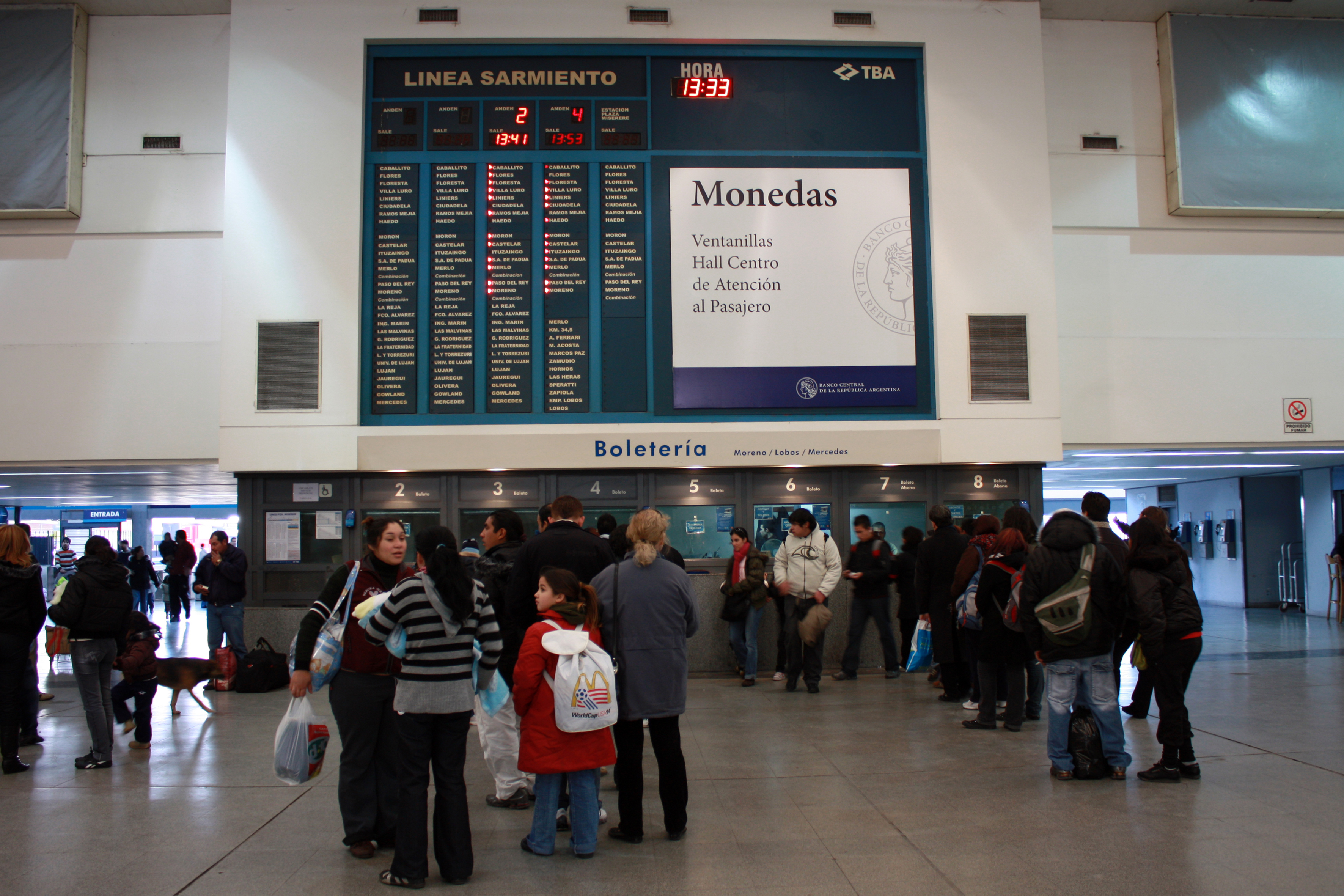
Eingangshalle des Bahnhofes Once mit Abfahrtstafel

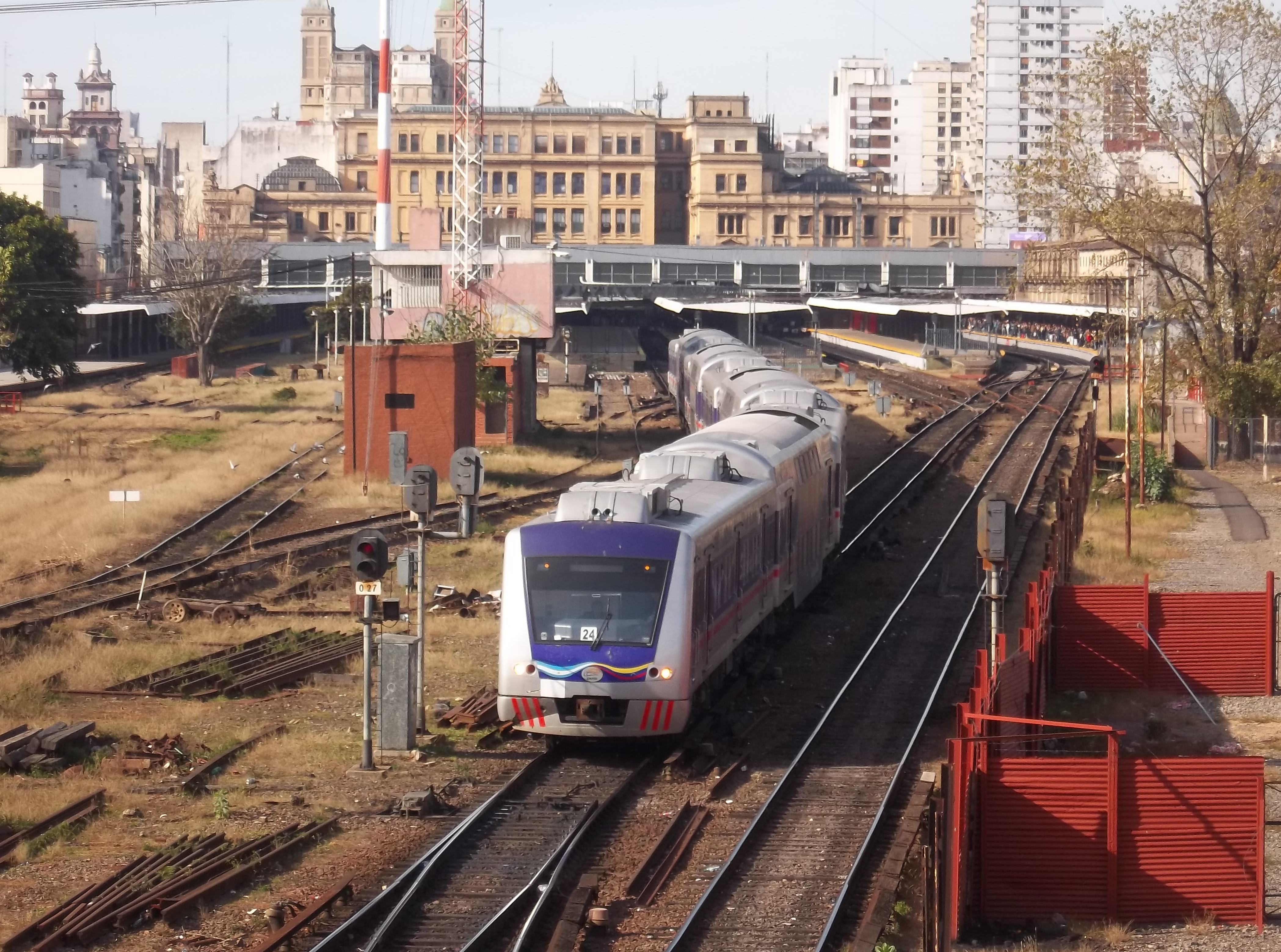
Blick auf die Gleisanlagen des Bahnhofs

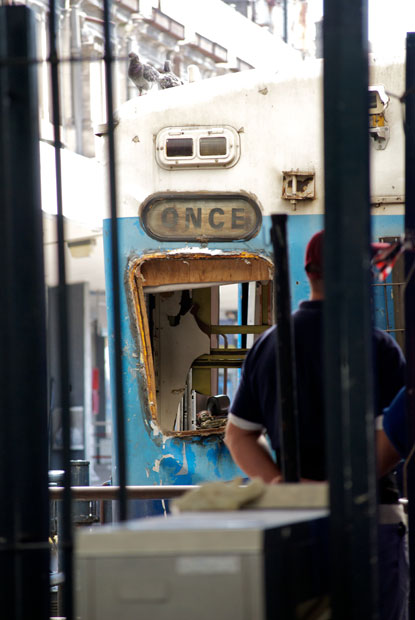
Verunglückter Zug im Jahr 2012

Der Bahnhof Once de Septiembre, meist jedoch nur kurz Once, ist ein Vorort- und Fernbahnhof im Stadtteil Balvanera der argentinischen Hauptstadt Buenos Aires an der Plaza Miserere. Der heutige, 1902 eröffnete Kopfbahnhof dient vor allem dem Zugverkehr in Richtung Westen und ist nach dem 11. September 1852 benannt, an dem sich die Stadt Buenos Aires von der argentinischen Konföderation lossagte. Neben dem Bahnhof Once befinden sich auch die beiden U-Bahnhöfe der Linien A (Plaza Miserere) und H (Once).

## Geschichte
Der erste Bau des Bahnhofes Once wurde im Jahr 1857 als Teil der argentinischen Eisenbahnstrecke Ferrocarril Oeste, seit 1948 Ferrocarril Domingo Faustino Sarmiento, eröffnet. Zu diesem Zeitpunkt fungierte der Bahnhof als reine Zwischenstation an der Plaza Once. Die Züge begannen im Zentrum der Hauptstadt am Bahnhof Plaza del Parque (am heutigen Plaza Lavalle neben dem Teatro Colón) und fuhren zunächst bis La Floresta. In ersten Jahren ähnelte die Strecke eher einer Dampfstraßenbahn, waren die Gleise doch direkt auf die Straßen gelegt worden. Dennoch erwies sie sich als gewinnbringend.
Mit dem zunehmenden Verkehr und auch mit steigenden Fahrgastzahlen stand der Vorschlag im Raum, die innerstädtische Strecke zwischen Once und Plaza del Parque aufzulassen und die Züge bereits an der Plaza Once enden zu lassen. Die Stadt Buenos Aires verabschiedete bereits 1878 ein Dekret mit der Aufforderung, die Strecke zu schließen. Dieser Aufforderung kam die Betreibergesellschaft erst am 1. Januar 1883 nach; an der Stelle des früheren Endbahnhofes wurde das Teatro Colón erbaut.
Um auch zukünftig steigenden Fahrgastzahlen gerecht zu werden, wurde an der Plaza Once zwischen 1895 und 1902 ein großer Kopfbahnhof nach den Plänen des Architekten John Doyer (1862–1939) im Stile der Neorenaissance erbaut. 1913 erhielt der Bahnhof als erster in Buenos Aires einen U-Bahnanschluss, die heutige Linie A der Subterráneo zwischen Plaza de Mayo und der Plaza Once wurde eröffnet.
1947 wurde der Platz, an dem sich der Bahnhof befindet, in Plaza Miserere umbenannt, zunächst blieb es jedoch beim damaligen Bahnhofsnamen, dessen Name im Volksmund bis heute für die ganze Bahnhofsumgebung genutzt wird. 1951, unter der Regierung Perón, wurde der Bahnhof in 1 de Marzo („1. März“) umbenannt, um an die Verstaatlichung der argentinischen Eisenbahnen am 1. März 1948 zu gedenken. Nach dem Sturz der Regierung Perón im Jahr 1955 erhielt der Bahnhof wieder seinen ursprünglichen Namen, der Platz heißt jedoch bis heute Plaza Miserere.
1972 wurde die Bahnhofshalle umgebaut und durch einen Querriegel in zwei Teile geteilt. In den darauffolgenden Jahrzehnten wurde an der Bahnhofsarchitektur relativ wenig verändert, jedoch auch nicht instand gehalten. Seit 2006 wird der Bahnhof Stück für Stück saniert und teilweise wieder in den Ursprungszustand zurückversetzt.
Heute dient der Bahnhof vor allem den Vorortverkehren auf der Línea Sarmiento zwischen Once und Moreno, die seit der Privatisierung der argentinischen Eisenbahnen im Auftrag des Staates durch die Trenes de Buenos Aires (TBA) betrieben wurden. Nach dem Entzug der Lizenz ging dieser Betrieb auf die provisorische UGOFE und 2014 auf das neugebildete Unternehmen Trenes Argentinos über. Zusätzlich betreibt das Unternehmen Ferrobaires, das der Provinz Buenos Aires gehört, wöchentliche Regional- und Fernverkehre in die gesamte Provinz Buenos Aires, unter anderem nach Lincoln, Bragado und Pehuajó.
Der Bahnhof wird täglich von etwa 400.000 Fahrgästen genutzt.
Am 22. Februar 2012 ereignete sich im morgendlichen Berufsverkehr ein schweres Zugunglück. Mit einer Geschwindigkeit von etwa 25 km/h überfuhr ein voll besetzter Nahverkehrszug den Prellbock. 51 Menschen starben und mindestens 703 wurden verletzt.
Am 19. Oktober 2013 entgleiste im gleichen Bahnhofsgebäude erneut ein Personenzug, bei dem 99 Personen teilweise schwer verletzt wurden.